# Колорадский университет в Боулдере
Колора́дский университе́т в Бо́улдере (англ. University of Colorado at Boulder, сокращённо CU-Boulder или UCB) — общественный университет США, находящийся в городе Боулдер (штат Колорадо). Один из кампусов Колорадского университета. Основан в 1876 году, за пять месяцев до того, как Колорадо получил статус штата США.

## Известные выпускники
- Дин Рид — певец, актёр, режиссёр, борец за мир.
- Абдель Азиз Абдель Гани — премьер-министр Йемена.
- Кэролин Порко — планетолог.
- Роберт Редфорд — актёр и режиссёр, обладатель премии «Оскар».
- Трей Паркер и Мэтт Стоун — соавторы сериала «Южный Парк».
- Лидия Корнелл — актриса.
- Том Маниатис — молекулярный биолог.
- Карен Давиша — учёная и писательница[3].
- Радка Доннелл — художница, писательница, поэтесса.
- Молли Блум — бизнесвумен, спортсменка и писательница[4].

## Известные преподаватели
- Альберт Бартлетт — известный учёный-физик
- Георгий Гамов — физик-теоретик, астрофизик и популяризатор науки.
- Маргарет Марнейн
- Уильям Брайт — лингвист.